# فهرست خودکشی‌های ناشی از قلدری
متن پیش رو فهرست کسانی است که به دلیل قلدری که علیه‌شان صورت گرفته‌است، خودکشی کرده‌اند. این فهرست شامل افرادی است که چه به صورت فیزیکی و چه به صورت مجازی، در اینترنت، مورد قلدری واقع شده‌اند. مرگ‌هایی که به سبب تصادف یا ماجراجویی صورت گرفته در این فهرست جا ندارند.
در این فهرست نامی از افرادی که در ایران مورد قلدری واقع شدند، نمی‌بینید. هرچند در اخبار مواردی از این دست مشاهده می‌شود، اما به دلایل قانونی و فرهنگی در رسانه‌ها نامی از این قربانیان برده نمی‌شود. برخی از این افراد که مورد قلدری جنسی واقع شدند والدینشان به دلیل حفظ آبرو مانع از مطرح شدن نام این افراد می‌شوند. در مورد قلدری علیه همجنسگرایان نیز به دلیل غیرقانونی بودن آن، اطلاعاتی در دست نیست.

## اشخاص
- جیدن بل (انگلیسی Jadin Bell)‏ (۲۰۱۳) نوجوان ۱۵ ساله، ساکن ایالت اورگن آمریکا بود. وی به دلیل همجنسگرایی هم به صورت فیزیکی و هم به صورت اینترنتی مورد قلدری قرار گرفت. بل در ۱۴ ژانویه در مدرسه خود را دار زد، اما به بیمارستان منتقل شد و در ۳ فوریه ۲۰۱۳ از دنیا رفت.[۱]
- رتی پارسونز (انگلیسی Rehtaeh Parsons) (۱۹۹۵–۲۰۱۳) دختر ۱۷ ساله کانادایی، در نوامبر ۲۰۱۱ توسط چهار نفر مورد تجاوز گروهی قرار گرفت که عکس‌های این تجاوز در اینترنت پخش شد. وی هفده ماه بعد، در ۴ آوریل ۲۰۱۳، خود را در خانه به دار آویخت که باعث شد به کما برود. رتی در ۷ آوریل ۲۰۱۳ دستگاه‌های حیاتی را از وی جدا کردند و درگذشت.[۲]
- آدری پات (انگلیسی Audrie Pott) (۲۰۱۲) دختر ۱۵ ساله آمریکایی، اهل کالیفرنیای آمریکا است. وی در یک پارتی شبانه توسط سه نفر مورد تجاوز قرار گرفت و تصاویر آن در اینترنت پخش شد. هشت روز بعد، در ۱۲ سپتامبر ۲۰۱۲ وی خود را به دار آویخت.[۳]
- آماندا تاد (انگلیسی Amanda Todd) (۱۹۹۶–۲۰۱۲) دختر ۱۵ ساله کانادایی است که به صورت فیزیکی و اینترنتی مورد قلدری قرار گرفت. وی در ۱۰ اکتبر ۲۰۱۲ در خانه خود در بریتیش کلمبیا، خود را به دار آویخت. وی پیش از مرگ ویدئویی در یوتیوب منتشر کرد که در آن با نوشته‌هایی بر روی فلش کارت تجربه خود را از قلدری و اخاذی جنسی بیان کرد.[۴] این ویدئو تا ماه می ۲۰۱۵ نوزده میلیون نفر بازدیدکننده داشت.[۵]
- کنیس ویشان (انگلیسی Kenneth Weishuhn) (۱۹۹۷–۲۰۱۲) نوجوان ۱۴ ساله آمریکایی است که به دلیل همجنسگرا بودن هم به صورت فیزیکی و هم اینترنتی مورد قلدری واقع شد. در فیس بوک صفحه‌ای به نام وی درست شده بود که افراد مختلف نفرت خود را از وی بیان می‌کردند. وی در آوریل ۲۰۱۲ در گاراژ خانه خود را به دار آویخت.[۶]
- جیمی هابلی (انگلیسی Jamie Hubley) (۲۰۱۱) نوجوان ۱۵ ساله کانادایی، ساکن ایالت اتاوا، است که به دلیل همجنسگرایی مورد قلدری واقع شد. وی در ۱۴ اکتبر ۲۰۱۱ اقدام به خودکشی کرد.[۷]
- جیمی رودمایر (انگلیسی Jamey Rodemeyer) (۱۹۹۷–۲۰۱۱) نوجوان ۱۴ ساله‌ای بود که به دلیل همجنسگرایی مورد قلدری واقع شد و در ۱۸ سپتامبر ۲۰۱۱ خودکشی کرد.[۸]
- تایلر کلمنتی (انگلیسی Tyler Clementi) (۱۹۹۱–۲۰۱۰) دانشجوی ۱۸ ساله دانشگاه راجرز در ایالت نیوجرسی بود. در خوابگاه دوستان تیلر بدون اطلاع وی، از او در حال بوسیدن مردی دیگر فیلم گرفته بودند. آن‌ها در ۲۱ دسامبر ۲۰۱۰ این فیلم را منتشر کرده و از طریق توئیتر دیگران را دعوت به تماشای آن کردند. فردای آن روز تیلر خود را از روی پل جرج واشینگتن به پایین پرت کرد.[۹]
- فیبی پرنس (انگلیسی Phoebe Prince) (۱۹۹۴–۲۰۱۰) نوجوان ۱۵ ساله ایرلندی بود که به آمریکا نقل مکان کرده بود. وی توسط همکلاسی‌های خود مورد قلدری فیزیکی و اینترنتی قرار گرفت. فیبی در ۱۴ ژانویه ۲۰۱۰ خود را به دار آویخت.[۱۰]
- مگان میر (انگلیسی Megan Meier) (۱۹۹۲–۲۰۰۶) نوجوان ۱۳ ساله آمریکایی بود که سه هفته قبل از روز تولدش خود را به دار آویخت. یک سال بعد والدین وی درخواست تحقیق در مورد قلدری اینترنتی علیه وی در سایت مای اسپیس کردند. بعدها مشخص شد که افرادی از پیام‌های وی اطلاعاتی بدست آورده بودند که بعدها با این اطلاعات وی را مورد آزار قرار داده بودند.[۱۱]
- رایان پاتریک هلیگان (انگلیسی Ryan Patrick Halligan) (۱۹۸۹–۲۰۰۳) نوجوان ۱۳ ساله آمریکایی بود که توسط همکلاسی‌های خود مورد قلدری فیزیکی و اینترنتی قرار گرفت.[۱۲]
- نیکولا اَن رافائل (انگلیسی Nicola Ann Raphael ) (۱۹۸۵–۲۰۰۱) دختر ۱۵ ساله اسکاتلندی بود که توسط همکلاسی‌های خود به دلیل ظاهر گوتیک وی، مورد قلدری واقع شد. وی در ۲۴ ژوئن ۲۰۰۱ با دارو خودکشی کرد.[۱۳]
- دان-ماری وزلی (انگلیسی Dawn-Marie Wesley) (۱۹۸۶–۲۰۰۰) دختر ۱۴ ساله کانادایی بود که توسط همکلاسی‌های خود مورد قلدری واقع شد. وی در ۱۰ نوامبر ۲۰۰۰ خود را در اتاق خواب به دار آویخت.[۱۴]
- کلی یمنز (انگلیسی Kelly Yeomans) (۱۹۸۴–۱۹۹۷) دختر ۱۳ ساله انگلیسی بود که توسط کودکان محلی به خاطر وزنش مورد آزار و تمسخر قرار گرفته بود. وی در ۲۸ سپتامبر ۱۹۹۷ با دارو خودکشی کرد.[۱۵]
- ویلیام آرتور گیبز (انگلیسی William Arthur Gibbs) (۱۸۶۵–۱۸۷۷) دانشجوی انگلیسی بود که در ۴ می ۱۸۷۷ به دلیل اینکه مورد قلدری واقع شده بود، خودکشی کرد.[۱۶]